# Grădinari (gmina w okręgu Giurgiu)
Grădinari – gmina w Rumunii, w okręgu Giurgiu. Obejmuje miejscowości Grădinari, Tântava i Zorile. W 2011 roku liczyła 3578 mieszkańców. 